# الرام
الرام (به عربی: الرام) یک منطقهٔ مسکونی در کرانهٔ غربی رود اردن است که در استان قدس واقع شده‌است.

## خصوصیات
الرام ۲۵٬۵۹۵ نفر جمعیت دارد.